# Ferés (syn Kréthea)
Ferés nebo Feres (starogr. Φέρης - Ferés / jiný přepis: Feres, latinsky Pheres) je v řecké mytologii syn krále Kréthea, zakladatel a první král thesálských Fer.
Ferés, syn Kréthea, byl bratrem Aisóna, Amythaóna a Pelia.
Proslavil se založením mocného sídelního města Fera v Tesálii.
Ferés se oženil s Periklymenou, dcerou Minyanta a spolu byli rodiči dcery Eidomeny, matky věštce Melampua, a synů Lykourga, krále Nemey a Admeta, jenž se spolu se svým bratrancem Iasonem proslavil mnoha hrdinskými činy.
Admétos sám se účastnil lovu kalydónskeho divočáka, výpravy Argonautů, války sedmi proti Thébám a jiných významných činů.